# Moby Dick e il Grande Mightor
Moby Dick e il Grande Mightor (Moby Dick and Mighty Mightor), noto anche come Moby Dick e Mighty Mightor, è una serie televisiva animata statunitense del 1967, creata da William Hanna e Joseph Barbera.
Il programma era composto da due segmenti di Mighty Mightor, intervallati da uno di Moby Dick.
Prodotta da Hanna-Barbera Productions, la serie è stata trasmessa per la prima volta negli Stati Uniti su CBS dal 9 settembre 1967 al 6 gennaio 1968, per un totale di 18 episodi ripartiti su una stagione. In Italia la serie è andata in onda sulle tv locali dal 27 aprile 1980.

## Episodi
| n° | Titolo originale                | Titolo italiano                   | Prima TV USA      | Prima TV Italia |
| -- | ------------------------------- | --------------------------------- | ----------------- | --------------- |
| 1  | The Monster Keeper              | Il Grande Mightor                 | 9 settembre 1967  |                 |
| 1  | The Sinister Sea Saucer         | Il disco marino                   | 9 settembre 1967  |                 |
| 1  | The Tiger Men                   | Gli uomini tigre                  | 9 settembre 1967  |                 |
| 2  | The Serpent Queen               | la regina serpente                | 16 settembre 1967 |                 |
| 2  | The Electrofying Shoctopus      | Il polipo elettrico               | 16 settembre 1967 |                 |
| 2  | The Bird People                 | gli uomini uccello                | 16 settembre 1967 |                 |
| 3  | Mightor Meets Tyrannor          | Mightor incontra Tyrannor         | 23 settembre 1967 |                 |
| 3  | The Crab Creatures              | Gli uomini granchio               | 23 settembre 1967 |                 |
| 3  | The Giant Hunters               |                                   | 23 settembre 1967 |                 |
| 4  | Brutor, the Barbarian           | Brutor il barbaro                 | 30 settembre 1967 |                 |
| 4  | The Sea Monster                 | Il mostro marino                  | 30 settembre 1967 |                 |
| 4  | Return of Korg                  | Il ritorno di korg                | 30 settembre 1967 |                 |
| 5  | Kragor and the Cavern Creatures |                                   | 7 ottobre 1967    |                 |
| 5  | The Undersea World              | Moby Dick                         | 7 ottobre 1967    |                 |
| 5  | The Tusk People                 | Gli uomini zanna                  | 7 ottobre 1967    |                 |
| 6  | The People Keepers              |                                   | 14 ottobre 1967   |                 |
| 6  | The Aqua-Bats                   | I pipistrelli marini              | 14 ottobre 1967   |                 |
| 6  | The Snow Trapper                |                                   | 14 ottobre 1967   |                 |
| 7  | The Vulture Men                 | Gli uomini avvoltoi               | 21 ottobre 1967   |                 |
| 7  | The Iceberg Monster             | Il mostro dell'iceberg            | 21 ottobre 1967   |                 |
| 7  | The Tree Pygmies                | I pigmei degli alberi             | 21 ottobre 1967   |                 |
| 8  | The Stone Men                   | Gli uomini di pietra              | 28 ottobre 1967   |                 |
| 8  | The Shark Men                   | Gli uomini squalo                 | 28 ottobre 1967   |                 |
| 8  | Charr and the Fire People       | Charr e gli uomini di fuoco       | 28 ottobre 1967   |                 |
| 9  | Cult of Cavebearers             |                                   | 4 novembre 1967   |                 |
| 9  | The Saucers Shells              | Le conchiglie piattello           | 4 novembre 1967   |                 |
| 9  | Vampire Island                  | L'isola dei vampiri               | 4 novembre 1967   |                 |
| 10 | Revenge of the Serpent Queen    | La vendetta della regina serpente | 11 novembre 1967  |                 |
| 10 | Moraya, the Eel Queen           | Moraja la regina anguilla         | 11 novembre 1967  |                 |
| 10 | Attack of the Ice Creatures     | L'attacco degli uomini delle nevi | 11 novembre 1967  |                 |
| 11 | The Scorpion Men                | Gli uomini scorpioni              | 18 novembre 1967  |                 |
| 11 | Toadus, Ruler of the Dead Ships | Toadus capo dei rettili navali    | 18 novembre 1967  |                 |
| 11 | Rok and His Gang                | Rock e la sua banda               | 18 novembre 1967  |                 |
| 12 | A Big Day for Little Rok        | Un gran giorno per Little Rock    | 25 novembre 1967  |                 |
| 12 | The Cereb-Men                   |                                   | 25 novembre 1967  |                 |
| 12 | The Sea Slavers                 | Gli schiavi del mare              | 25 novembre 1967  |                 |
| 13 | Tribe of the Witchmen           |                                   | 2 dicembre 1967   |                 |
| 13 | The Vortex Trap                 | La trappola di Vortex             | 2 dicembre 1967   |                 |
| 13 | The Plant People                | Il popolo delle piante            | 2 dicembre 1967   |                 |
| 14 | The Return of the Vulture Men   | Il ritorno degli uomini avvoltoi  | 9 dicembre 1967   |                 |
| 14 | The Sand Creatures              | La creatura di sabbia             | 9 dicembre 1967   |                 |
| 14 | Battle of the Mountain Monsters |                                   | 9 dicembre 1967   |                 |
| 15 | Vengeance of the Storm King     | La vendetta del re tempesta       | 16 dicembre 1967  |                 |
| 15 | The Sea Ark                     | L'arca marina                     | 16 dicembre 1967  |                 |
| 15 | The Mightiest Warrior           | Il guerriero perduto              | 16 dicembre 1967  |                 |
| 16 | Rok to the Rescue               |                                   | 23 dicembre 1967  |                 |
| 16 | The Shimmering Screen           | Lo schermo lucente                | 23 dicembre 1967  |                 |
| 16 | Dinosaur Island                 | L'isola del dinosauro             | 23 dicembre 1967  |                 |
| 17 | The Missing Village             | Il villaggio perduto              | 30 dicembre 1967  |                 |
| 17 | Soodak the Invader              | Soo-dak: L'invasore               | 30 dicembre 1967  |                 |
| 17 | The Greatest Escape             | La grande fuga                    | 30 dicembre 1967  |                 |
| 18 | The Battle of the Mightors      | La battaglia dei mightor          | 6 gennaio 1968    |                 |
| 18 | The Iguana Men                  | Gli uomini iguana                 | 6 gennaio 1968    |                 |
| 18 | Rok and the Golden Rok          | La roccia d'oro                   | 6 gennaio 1968    |                 |